# Michal Habaj
Michal Habaj (Pozsony, 1974. december 3. –) szlovák költő, író és irodalomtudós, Ivan Habaj író fia. A versei számos antológiában és válogatásban szerepelnek.

## Pályafutása
Szlovák nyelvet és irodalmat tanult a pozsonyi Comenius Egyetem Bölcsészettudományi Karán. A tanulmányait belső doktori hallgatóként folytatta a Szlovák Tudományos Akadémia Szlovák Irodalmi Intézetében (1998), ahol jelenleg kutatóként dolgozik. Szakterülete a modernizmus és az avantgárd. Az első irodalmi művei magazinokban jelentek meg (Dotyky, Rak, Romboid, Vlna és mások). 1997-ben adta ki az első versgyűjteményét: 80-967760-4-5 címmel. Verseket, prózai műveket (sci-fi, novellák), kritikákat írt. A szlovák költészettel és a két világháború közötti időszak prózájával foglalkozott. 1999-ben adta ki a Gimnázium. Tizenhárom éves ünnep költői ciklusát. A Poviedka irodalmi verseny többszöri döntőse volt.

## Művei

### Versek
- 80-967760-4-5 (1997) versgyűjtemény konceptuális és pop-art elemekkel
- Gymnazistky. Prázdniny trinásťročnej (1999) Gimnázium. Tizenhárom éves ünnep (költői ciklus)
- Korene neba. Básne z posledného storočia (2000) A menny gyökerei. Versek a múlt századból
- Pas de deux[3] (2003)
- Básne pre mŕtve dievčatá (2004) Versek halott lányok számára
- Druhá moderna (2005) A második modern (irodalomtörténeti monográfia)
- Básne z pozostalosti[3] (2009) Versek a birtokról
- Michal Habaj (2012)

### Próza
- Generator X: Hmlovina (1999)[4] X-generátor: Köd

### Magyarul
- Gyalogösvények a magasba (2016)[5]
- Szlováknak lenni csodás… – A kortárs szlovák irodalom antológiája (2016)[6][7]
- Caput Mortuum (Kalligram Kiadó, Pozsony, 2019, fordította: Merva Attila)[8] ISBN 9788081019838
- Michal Habaj; ford. Merva Attila; L'Harmattan, Bp., 2020 (Világszép irodalom)

## Díjak
- Poviedka irodalmi verseny döntőse (1996, 1997, 2001)
- SAV-díj fiatal kutató számára (2007)

## Fordítás
- Ez a szócikk részben vagy egészben  a   Michal Habaj című szlovák Wikipédia-szócikk ezen változatának fordításán alapul.  Az eredeti cikk szerkesztőit annak laptörténete sorolja fel. Ez a jelzés csupán a megfogalmazás eredetét és a szerzői jogokat jelzi, nem szolgál a cikkben szereplő információk forrásmegjelöléseként.